# 李学勇
李学勇（1950年9月—），男，汉族，河北石家庄人，中华人民共和国政治人物。北京化工学院高分子系高分子化工专业毕业。曾任中共江苏省委副书记、江苏省人民政府省长，中国共产党第十七届、第十八届中央委员会委员。

## 生平
李学勇1968年6月参加工作，1974年3月加入中国共产党，是一位从知识界走上领导岗位的省级领导人。他于1982年毕业于北京化工学院高分子系高分子化工专业，后留校任教。之后长期在国家科学技术委员会与科学技术部任职，1995年9月—1997年4月在陕西省西安市挂职，任市委常委，副市长（正厅级）。1998年3月起担任科学技术部副部长（副部级），2007年4月起任科学技术部副部长、党组书记（正部级）。2008年，当选第十一届全国人大代表。
2010年12月7日，任中共江苏省委副书记、江苏省人民政府代省长。2011年2月14日，江苏省第十一届人民代表大会第四次会议选举李学勇为江苏省人民政府省长。2015年11月30日，因到龄卸任。
2015年12月，第十二届全国人民代表大会常务委员会第十八次会议表决，任第十二届全国人大财经委副主任委员。2018年2月24日，当选为第十三届全国人大代表。